# Kenneth Donald Steiner
Kenneth Donald Steiner (* 25. November 1936 in David City) ist emeritierter Weihbischof in Portland in Oregon.

## Leben
Kenneth Donald Steiner empfing am 19. Mai 1962 die Priesterweihe.
Papst Paul VI. ernannte ihn am 28. November 1977 zum Weihbischof in Portland in Oregon und Titularbischof von Avensa. Der Erzbischof von Portland in Oregon, Cornelius Michael Power, spendete ihm am 2. März des nächsten Jahres die Bischofsweihe; Mitkonsekratoren waren Elden Francis Curtiss, Bischof von Helena, und Alfredo Méndez-Gonzalez CSC, Altbischof von Arecibo. 
Am 25. November 2011 nahm Papst Benedikt XVI. das von Kenneth Donald Steiner aus Altersgründen vorgebrachte Rücktrittsgesuch an. Am 4. März 2014 wurde Peter Leslie Smith zu seinem Nachfolger ernannt.